# Owadowia
Owadowia – rodzaj żółwia morskiego z końca okresu jurajskiego, najstarszy znany żółw przystosowany do odżywiania się wyłącznie pokarmem morskim.
Opis: Rodzaj poznany na podstawie znaleziska z osadów węglanowych stanowiska Owadów-Brzezinki niedaleko Tomaszowa Mazowieckiego w Górach Świętokrzyskich, który został opisany w 2017 roku przez Tomasza Szczygielskiego, Daniela Tyborowskiego, Błażeja Błażejowskiego. Gatunek typowy Owadowia borsukbialynickae nazwano od nazwiska prof. Magdaleny Borsuk-Białynickiej.
O. borsukbialynickae prawdopodobnie żył w wodach morskich i specjalizował się w odżywianiu bezkręgowcami muszlowymi, m.in. małżami i dziesięcionogami.
Rozmiaryok. 40cm
Biotopmorza i oceany
Miejsce znalezieniaOwadów-Brzezinki niedaleko Tomaszowa Mazowieckiego, Polska
Kladoram na podstawie: PaleoBioDB
| †Owadowia | \| \| †Owadowia borsukbialynickae \| \| \| \| |
|           | \| \| †Owadowia borsukbialynickae \| \| \| \| |
|           | †Owadowia borsukbialynickae                   |
|           |                                               |

|  | †Owadowia borsukbialynickae |
|  |                             |

| †Owadowia | \| \| †Owadowia borsukbialynickae \| \| \| \| |
|           | \| \| †Owadowia borsukbialynickae \| \| \| \| |
|           | †Owadowia borsukbialynickae                   |
|           |                                               |

|  | †Owadowia borsukbialynickae |
|  |                             |